# Monoblastus caudatus
Monoblastus caudatus är en stekelart som först beskrevs av Hartig 1837.  Monoblastus caudatus ingår i släktet Monoblastus och familjen brokparasitsteklar. Inga underarter finns listade i Catalogue of Life.